# Zeleninová zahrada

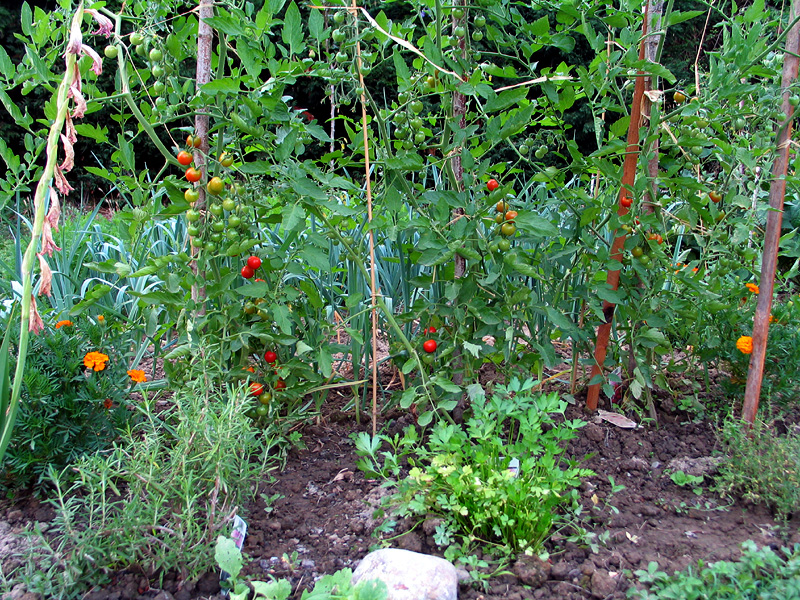
Zelenina v zeleninové zahradě

Zeleninová zahrada je soukromá zahrada nebo její část, která obvykle slouží k pěstování zeleniny k spotřebě. Často se tu nacházejí skleníky, ve kterých se nacházejí plodiny jako např. rajče jedlé nebo okurka setá. Mohou zde někdy být druhy využívané jako okrasné nebo ovocné a celá zahrada může mít okrasný účel.

## Agrotechnika
Pro snazší zajištění střídání plodin na stanovišti, je doporučeno rozdělení plochy na díly které slouží pro pěstování v tratích. V na stanovišti první trati tak budou pěstovány rostliny náročné na živiny (brambory, zelí, mangold nebo tykve) a ve čtvrté nejméně náročné na základní živiny a především dusík. Tedy například luštěniny. Rozdělení na záhony může být užitečné. K dosažení dostatečných výnosů nebo vůbec nějaké sklizně je obvykle třeba závlahy a pravidelné péče, například odplevelování. Většina druhů zeleniny je pěstována jeden rok, na podzim (někdy na jaře) se pozemek zryje, nebo zoře a přihnojí.